# Tovarnik
Tovarnik est un village et une municipalité située dans le comitat de Vukovar-Syrmie, en Croatie. Au recensement de 2001, la municipalité comptait 3 335 habitants, dont 90,61 % de Croates et 7,08 % de Serbes ; le village seul comptait 2 326 habitants.

## Localités
La municipalité de Tovarnik compte 2 localités, Ilača et Tovarnik.